# Cachoeiro de Itapemirim
Cachoeiro de Itapemirim város Brazíliában, Espírito Santo államban. Lakosainak száma 185 786 fő (2022). Cachoeiro de Itapemirim Castelo, Muqui, Atilio Vivaqua, Alegre, Itapemirim, Jerônimo Monteiro és Vargem Alta községekkel határos.

## Népesség
A település népességének változása:
| Lakosok száma | 174 879 | 189 889 | 210 589 | 212 172 | 185 786 |
|               | 2000    | 2010    | 2020    | 2021    | 2022    |